# Bugara
Bugara (en árabe: بوكارة‎, en francés: Bougara) es una localidad marroquí perteneciente al municipio de Beni Bu Frah, en la región de Tánger-Tetuán-Alhucemas. Desde 1912 hasta 1956 perteneció a la zona norte del Protectorado español de Marruecos.